# 오렐리오 비드마
오렐리오 비드마(Aurelio Vidmar, 1967년 2월 3일 ~ )는 호주의 전 축구 선수이자 현 축구 지도자로 현재 A리그의 멜버른 시티의 감독을 맡고 있으며 호주 U-23 축구 국가대표팀의 감독인 토니 비드마의 친형이다.